# Guo Xiang
Guo Xiang (zm. 312) – chiński filozof, wraz z Wang Bi główny przedstawiciel neotaoizmu.
Był autorem komentarza do Zhuangzi, zdaniem współczesnych mu krytyków będącego w istocie plagiatem dzieła Xiang Xiu (ok. 221–ok. 300). Współcześnie przeważa opinia, że Guo po śmierci Xianga dokonał redakcji jego prac i rozwinął przedstawione w nich teorie.
Zdaniem Guo Xianga wszystkie rzeczy powstają samoistnie same z siebie i nie posiadają żadnej przyczyny, albowiem mające stanowić zasadę wszechrzeczy dao jest w istocie nicością. Zaprzeczał w ten sposób istnieniu jakiejkolwiek przyczyny istnienia oraz demiurga. Rzeczy oddziałują jednak wzajemnie na siebie, implikując samoprzekształcenia i wprawiając wszechświat w ciągły ruch. Z powodu nieustannych zmian natury, społeczeństwo i obyczaje zależnie od okoliczności także muszą ulegać przekształceniom. Zrozumienie tego procesu i podporządkowanie się mu stanowi właśnie według Guo istotę niedziałania.
Guo Xiang przedstawił ideał taoistycznego mędrca, który poruszając się w obszarze spraw ludzkich i świecie transcendentalnym, osiąga dzięki niedziałaniu sukcesy społeczne i polityczne.